# さんまのゴメンねわがままで
『さんまのゴメンネわがままで…』は、1986年4月10日から同年9月18日までテレビ朝日系列局で放送されていたテレビ朝日製作のトークバラエティ番組。司会を務めた明石家さんまの冠番組でもある。放送時間は毎週木曜 19時30分 - 20時00分（日本標準時）。

## 概要
『三枝の国盗りゲーム』の後番組としてスタート。同時間帯の番組製作が朝日放送からテレビ朝日へ一時返上される形になったが、番組はわずか半年で終了。同時間帯は再び朝日放送の製作枠になった。

## 出演者

### 司会
- 明石家さんま
- 吉川十和子
- 関根勤

### レギュラー
- ジミー大西
- 村上ショージ
- Mr.オクレ
- 前田政二